# Liste der Kulturgüter in Truttikon
Die Liste der Kulturgüter in Truttikon enthält alle Objekte in der Gemeinde Truttikon im Kanton Zürich, die gemäss der Haager Konvention zum Schutz von Kulturgut bei bewaffneten Konflikten, dem Bundesgesetz vom 20. Juni 2014 über den Schutz der Kulturgüter bei bewaffneten Konflikten sowie der Verordnung vom 29. Oktober 2014 über den Schutz der Kulturgüter bei bewaffneten Konflikten unter Schutz stehen.
Es sind weder Objekte der Kategorie A, noch Objekte der Kategorie B im Gemeindegebiet ausgewiesen, Objekte der Kategorie C fehlen zurzeit (Stand: 1. Januar 2022). Unter übrige Baudenkmäler sind weitere geschützte Objekte zu finden, die im Verzeichnis der Objekte von überkommunaler Bedeutung der kantonalen Denkmalpflege zu finden und nicht bereits in der Liste der Kulturgüter enthalten sind.

## Übrige Baudenkmäler
| ID           | Foto |                 | Objekt                                                | Kat.   | Typ | Standort                             | Beschreibung |
| ------------ | ---- | --------------- | ----------------------------------------------------- | ------ | --- | ------------------------------------ | ------------ |
| 04100001     |      | Datei hochladen | Bauernhaus                                            | C      | G   | Hauptstrasse 6 697101 / 275979       |              |
| 04100007     |      | Datei hochladen | Bauernhaus                                            | C      | G   | Basadingerstrasse 2 696939 / 276131  |              |
| 04100009     |      | Datei hochladen | Ehemaliges Bauernhaus mit Scheune                     | C      | G   | Basadingerstrasse 3 696925 / 276156  |              |
| 04100019     |      | Datei hochladen | Restaurant Freihof                                    | C      | G   | Hauptstrasse 34 696854 / 276189      |              |
| 04100022     |      | Datei hochladen | Geschäftshaus, integriert alten Speicher von 1787     | C      | G   | Hauptstrasse 40 696867 / 276240      |              |
| 04100025     |      | Datei hochladen | Bauernwohnhaus, Hausteil 1                            | C      | G   | Hauptstrasse 44 696839 / 276240      |              |
| 04100032     |      | Datei hochladen | Ehemaliges Bauernwohnhaus, Hausteil 1 (rekonstruiert) | C      | G   | Hauptstrasse 52 696755 / 276279      |              |
| 04100040     |      | Datei hochladen | Rheinauer Vogthaus (Schlössli)                        | B reg. | G   | Dickihofstrasse 2 696738 / 276329    |              |
| 04100085     |      | Datei hochladen | Scheune                                               | C      | G   | bei Bucherweg 6 696737 / 276188      |              |
| 04100088     |      | Datei hochladen | Landhaus, ehemaliges Pfarrhaus                        | B reg. | G   | Bucherweg 6 696719 / 276203          |              |
| 04100098     |      | Datei hochladen | Ehemaliges Reihenbauernhaus, Hausteil 1               | B reg. | G   | Hinterdorfstrasse 19 696676 / 276234 |              |
| 04100099     |      | Datei hochladen | Ehemaliges Reihenbauernhaus, Hausteil 2               | B reg. | G   | Hinterdorfstrasse 21 696683 / 276245 |              |
| 04100108     |      | Datei hochladen | Gasthof Rössli, Bauernhaus mit Scheune                | C      | G   | Hauptstrasse 57 696735 / 276255      |              |
| 04100109     |      | Datei hochladen | Ehemaliger Gasthof Rössli, Hausteil 1                 | B reg. | G   | Hauptstrasse 696773 / 276234         |              |
| 04100110     |      | Datei hochladen | Ehemaliger Gasthof Rössli, Speicher                   | B reg. | G   | Hauptstrasse 47 bei 696780 / 276214  |              |
| 04100111     | ja   | Datei hochladen | Ehemaliges Doppelbauernhaus, Hausteil 1+2             | C      | G   | Hauptstrasse 43–45 696794 / 276229   |              |
| 04100116     | ja   | Datei hochladen | Ehemaliges Doppelbauernhaus, Hausteil 1               | C      | G   | Hauptstrasse 37 696825 / 276190      |              |
| 04100117     | ja   | Datei hochladen | Ehemaliges Doppelbauernhaus, Hausteil 2               | C      | G   | Hauptstrasse 33 696825 / 276175      |              |
| 04100119     | ja   | Datei hochladen | Gemeindehaus / ehemaliges Schulhaus                   | C      | G   | Hinterdorfstrasse 2 696819 / 276163  |              |
| 04100231     |      | Datei hochladen | Ehemaliges Doppelbauernhaus, Hausteil 3               | C      | G   | Hauptstrasse 39 696825 / 276198      |              |
| 04100274     |      | Datei hochladen | Ehemaliger Gasthof Rössli, Hausteil 2                 | B reg. | G   | Hauptstrasse 51 696749 / 276245      |              |
| 04100280     | ja   | Datei hochladen | Ehemaliger Gasthof Rössli, Hausteil 3                 | B reg. | G   | Hauptstrasse 35 696759 / 276240      |              |
| 041ZUSA00100 |      | Datei hochladen | Ehemaliges Reihenbauernhaus, Hausteil 3               | B reg. | G   | Hinterdorfstrasse 21 696686 / 276252 |              |

Hinweise zur Legende in dieser Liste:
- Anstelle der KGS-Nummer wird als Objekt-Identifikator (ID) die Inventarnummer im Verzeichnis der Objekte von überkommunaler Bedeutung des kantonalen Denkmalschutzamtes verwendet.
- Bei den Kategorien wird wie folgt unterschieden: B kant. = Objekt von kantonaler Bedeutung (Kanton Zürich); B reg. = Objekt von regionaler Bedeutung (Kanton Zürich)